# 仁義を切る
仁義を切る（じんぎをきる）とは、任侠、テキヤ、香具師、博徒、渡世人などが初対面の際に交わす挨拶の形式を表現する言葉。「仁義」の元の意義としては、人間の行動規範の根本として孔子の説く博愛を意味する「仁」に正義を意味する「義」を合わせて最高の徳として孟子の説いたものである。ただし、江戸時代であっても博徒は必ず仁義を切るものでもなく、鉱山等において過酷な重労働に従事する労働者の人足部屋（飯場、寄宿舎）では仁義を切って銭をもらったという話もある。鉱山夫に存在した友子制において、鉱山を渡る者は新たに訪れた鉱山での山中友子交際所の入口で仁義を切り、酒と食にあずかり、そこでの就職を希望しなければなにがしかの草履銭をもらって次の鉱山に向かって旅立った。
転じて、事をなすにあたって先任者・関係先などに挨拶することや事情を説明しておくこと、事前に連絡を入れておくことも指す。政治の世界においては、あいさつや説明責任の意味あいとなることもある。

## 概要
上述のように任侠、テキヤ、香具師、博徒、渡世人などが初対面の際に自己紹介の手段として用いられる。口上が淀みなく歯切れの良い口調であるか、気の利いた台詞や言い回しであるかで、当人の力量が判断される儀式ともなっている。形にはまった形式も多く、形式から大きく逸脱することは許されておらず、管理社会から縁遠いと言われる渡世人の世界の方がしきたりや束縛が強いという矛盾を孕んでいる。ヤクザ社会においても同様で、厳しい束縛やしきたりが多い。ただし、現在では名刺などで自己紹介を行うことも多く、軒先で仁義を切って自己紹介を行うようなことは廃れている。
テレビドラマ、および映画シリーズの『男はつらいよ』では渥美清が演ずる主人公「車寅次郎」が自己紹介を行う際に何度か行われている。第5作『男はつらいよ 望郷篇』では寅次郎の舎弟である「川又登」（演・津坂匡章）と仁義を切り合う場面がある。初対面の挨拶として仁義を切ることは、実際の挨拶というよりも、芝居や舞台の中における「見せ場」の一つとして用いられている。
一身上の都合で旅人（たびにん。旅から旅に渡り歩く者）となった者も、手拭1本あればその土地土地の親分を訪ね、一宿一飯の恩を蒙り、草鞋銭（わらじせん）を得て旅行することができたという。ただし、一言でも言い間違えたり、所作に間違いがあった場合は「騙り」とみなされ、袋叩きになって追い出され、殺されても不思議ではなかったが、旅人の属する地域や一家などにより所作や口上の違いはあり、仁義の切り方によりそれらを確認することができた。なお、仁義の所作のほか、食事の出し方、出された食事の摂り方、寝具の使い方にも決まった所作があり、それを外れると食事に並々と醤油をかけられるなどの「懲らしめ」がされることもあり軽んぜられた。逗留中の一家で他の一家の出入り（一家をあげての喧嘩や抗争）があった場合、一宿一飯の恩義に報いるためとして旅人は率先して加勢することが求められた。
識字率が低かった時代の身分証明の手段でもあり、前近代では幅広い層で行われた習慣の一つであり、厳格な所作は同業の者であると確認するための目安であった。現在では任侠・テキヤも名刺を用いるようになったため、挨拶法としては行われていない。
一例を示せば、
旅人「何某の貸元の御宅はこちらでござりまするか」
家の者が出てきて、
家の者「手前です。お入りなされ」
旅人は荷物を門口に置き、裾をはしょったまま羽織の紐を解き、両手の親指に挟んで、
旅人「御敷居内、御免下されまし」
と入り、紐を親指に挟んだまま框に両手をつき、頭を下げ腰を屈め、
旅人「親分様でござりまするか」
家の者「若い者でござんすから御頼み申します」
と座り、左手を下げ逆に付き、右手は膝から下げ三つ指を付き、
家の者「自分より発します。御控えください」
旅人は留めて、
旅人「どういたしまして、御控えください。私は旅のしがないものでござんす。御控えください」
家の者「下拙（げせつ）も当家のしがない者でござんす。御控えください」
旅人「さよう仰せられ。御言葉の重るばかりでござんす。御控えくだされまし」
家の者「再三の御言葉に従いまして控えます。前後を間違いましたら御免くださいまし」
旅人「早速御控えあってありがとうござんす。陰ながら親分さんで御免なさんせ。姉上さんで御免なさんせ。折合いましたる上々様御免なさんせ。斯様土足裾取りまして御挨拶、失礼さんでござんすが御免なさんせ。向いましたる上さんと今回初めての御目通でござんす。自分には何地住居某一家何誰若い者何と発し、御賢察の通、しがなき者にござんす。後日に御見知り置かれ行末万端御熟懇（ゆくすえばんたんごじっこん）に願います」
家の者「御言葉御丁寧にござんす。申し後れまして高うはござんすが、御免を蒙ります。仰の如く貴方さんとは初の貴見にござんすが、自分儀は当家に暮らします渡世にとっては何々一家誰という若い者、何某と発しまして御賢察の通り、しがない若い数ならぬ者でござんす。行末永く御別懇に願います。御引きなさい」
旅人「貴方より引きなさい」
と先程同様におよそ3回問答、相引に手を引く。
旅人は前に厄介になった親分の名を言い、礼の伝言を頼み、
旅人「懐中御免蒙ります」
と手拭いを出し、
旅人「粗末ながら」
と差し出すのを家の者が受け取り、あるいは一宿あるいは一飯させ、出立の際、草鞋銭と前の手拭いを
家の者「包み直す筈なれど略しまして」
と返し、行先の親分を教え、帳面に名を記して出立させる。

## 映画
明治から昭和初期までの時代を題材にしたヤクザ映画や、江戸時代を題材にした股旅物ではよく仁義を切るシーンが見られる。
- 昭和残侠伝 （1965年） - 池部良が仁義を切る。
- 渡世人（1967年） - 梅宮辰夫が仁義を切る。
- 縄張はもらった（1968年） - 藤竜也が仁義を切る。
- 男はつらいよ - 映画冒頭の車寅次郎の台詞は仁義切りである。
- 股旅 (1973年) 19世紀の渡世人の仁義の切り方を再現している。

- 残侠（ 1999年2月13日公開・1998年上映開始・ 配給：東映＝映画「残侠」上映実行委員会 ）

## 参考
- 都の華　第六号